# Gonomyia (Leiponeura) cryophila
Gonomyia (Leiponeura) cryophila is een tweevleugelige uit de familie steltmuggen (Limoniidae). De soort komt voor in het Australaziatisch gebied.